# Coupe de Biélorussie de football 2002-2003
Navigation
Coupe de Biélorussie 2001-2002 Coupe de Biélorussie 2003-2004
La Coupe de Biélorussie 2002-2003 est la 12e édition de la Coupe de Biélorussie depuis la dissolution de l'URSS. Elle prend place entre le 7 août 2002 et le 24 mai 2003, date de la finale au stade Dinamo de Minsk.
Un total de 31 équipes prennent part à la compétition, qui inclut exclusivement les clubs participants à la saison 2002 des trois premières divisions biélorusses. Plusieurs équipes de deuxième et troisième division refusent cependant de participer au tournoi pour des raisons financières.
La compétition suivant un calendrier sur deux années, contrairement à celui des championnats biélorusses qui s'inscrit sur une seule année, celle-ci se trouve de fait à cheval entre deux saisons de championnat ; ainsi pour certaines équipes promues ou reléguées durant la saison 2002, la division indiquée peut varier d'un tour à l'autre.
Le Dinamo Minsk remporte sa première coupe nationale à l'issue de la compétition au détriment du Lokomotiv Minsk. Cette victoire permet au club de se qualifier pour le tour préliminaire de la Coupe UEFA 2003-2004.

## Premier tour
| Date        | Locaux                         | Score   | Visiteurs                  |
| ----------- | ------------------------------ | ------- | -------------------------- |
| 7 août 2002 | MTZ-RIPA Minsk (D3)            | 5 - 0   | (D2) FK Lida               |
| 7 août 2002 | Pinsk-900 (D3)                 | 1 - 2   | (D2) Lokomotiv Minsk       |
| 7 août 2002 | Veras Niasvij (D3)             | 1 - 3   | (D2) Vedrytch-97 Retchytsa |
| 7 août 2002 | FK Baranavitchy (D3)           | 0 - 2   | (D2) Nioman Masty          |
| 7 août 2002 | Vertykal Kalinkavitchy (D3)    | 5 - 1   | (D2) FK Smarhon            |
| 7 août 2002 | Spartak-UOR-Dniepr Chklow (D3) | forfait | (D2) Granit Mikachevitchy  |

## Seizièmes de finale
Les équipes de la première division 2002 font leur entrée à partir de ce tour. Sept clubs se qualifient directement pour le tour suivant par le biais d'un tirage au sort, incluant le Vertykal Kalinkavitchy et le Lokomotiv Minsk, vainqueurs au tour précédent.
| Date         | Locaux                       | Score               | Visiteurs                 |
| ------------ | ---------------------------- | ------------------- | ------------------------- |
| 18 août 2002 | MTZ-RIPA Minsk (D3)          | 1 - 3               | (D1) Nioman Hrodna        |
| 18 août 2002 | Torpedo-Kadino Mahiliow (D2) | 0 - 3               | (D1) Belchina Babrouïsk   |
| 18 août 2002 | Nioman Masty (D2)            | 0 - 1               | (D1) Zvyazda-VA-BDU Minsk |
| 18 août 2002 | Khimik Svietlahorsk (D2)     | 1 - 4               | (D1) Slavia Mazyr         |
| 18 août 2002 | Kommounalnik Slonim (D2)     | 0 - 0 ap (4 - 5 tab | (D1) Lokomotiv-96 Vitebsk |
| 18 août 2002 | Daryda Minsk Rayon (D2)      | 0 - 1 ap            | (D1) Dinamo Brest         |
| 18 août 2002 | Vedrytch-97 Retchytsa (D2)   | 0 - 4               | (D1) BATE Borisov         |
| 18 août 2002 | Naftan Novopolotsk (D2)      | 0 - 4               | (D1) Chakhtior Salihorsk  |
| 18 août 2002 | Granit Mikachevitchy (D2)    | 0 - 1 ap            | (D1) Torpedo Jodzina      |

## Huitièmes de finale
| Date              | Locaux                      | Score               | Visiteurs                      |
| ----------------- | --------------------------- | ------------------- | ------------------------------ |
| 15 septembre 2002 | Dinamo Brest (D1)           | 2 - 3 ap            | (D1) Belchina Babrouïsk        |
| 15 septembre 2002 | Zvyazda-VA-BDU Minsk (D1)   | 0 - 0 ap (2 - 4 tab | (D1) Nioman Hrodna             |
| 15 septembre 2002 | Lokomotiv-96 Vitebsk (D1)   | 5 - 3               | (D1) Maladetchna-2000          |
| 15 septembre 2002 | Chakhtior Salihorsk (D1)    | 0 - 1               | (D1) Dinamo Minsk              |
| 15 septembre 2002 | Lokomotiv Minsk (D2)        | 1 - 0               | (D1) Slavia Mazyr              |
| 15 septembre 2002 | BATE Borisov (D1)           | 3 - 0               | (D1) Torpedo-MAZ Minsk         |
| 15 septembre 2002 | Torpedo Jodzina (D1)        | 0 - 2               | (D1) Dniepr-Transmach Mahiliow |
| 15 septembre 2002 | Vertykal Kalinkavitchy (D3) | 0 - 2               | (D1) FK Homiel                 |

## Quarts de finale
| Date          | Locaux                  | Score    | Visiteurs                      |
| ------------- | ----------------------- | -------- | ------------------------------ |
| 22 avril 2003 | Lokomotiv Minsk (D1)    | 3 - 2 ap | (D1) Dniepr-Transmach Mahiliow |
| 22 avril 2003 | Lokomotiv Vitebsk (D2)  | 1 - 2    | (D1) FK Homiel                 |
| 22 avril 2003 | Belchina Babrouïsk (D1) | 2 - 1    | (D1) Nioman Hrodna             |
| 22 avril 2003 | BATE Borisov (D1)       | 0 - 1    | (D1) Dinamo Minsk              |

## Demi-finales
Les matchs aller sont joués le 8 mai 2003 tandis que les matchs retour sont joués le 16 mai 2003.
| Équipe 1             | Score | Équipe 2                | Aller | Retour |
| -------------------- | ----- | ----------------------- | ----- | ------ |
| Lokomotiv Minsk (D1) | 4 - 3 | (D1) Belchina Babrouïsk | 3 - 0 | 1 - 3  |
| FK Homiel (D1)       | 0 - 2 | (D1) Dinamo Minsk       | 0 - 0 | 0 - 2  |

## Finale
| Entraîneur :  |
| Georgi Gyurov |

| Entraîneur :       |
| Anatoli Iourevitch |

| Entraîneur :  |
| Georgi Gyurov |

| Entraîneur :       |
| Anatoli Iourevitch |